# قرار مجلس الأمن التابع للأمم المتحدة رقم 1784
قرار مجلس الأمن التابع للأمم المتحدة رقم 1784، المتخذ بالإجماع في 31 أكتوبر 2007.

## القرار
حثّ المجلس الأطراف في جنوب السودان على الانتهاء من إعادة نشر القوات وترسيم الحدود وغير ذلك من الالتزامات المتأخرة بموجب اتفاق السلام الشامل، ومدد مجلس الأمن ولاية بعثة الأمم المتحدة في السودان لمدة ستة أشهر حتى 30 أبريل 2008.
أعرب المجلس عن عزمه على تمديد البعثة لفترات أخرى بعد إجراء تقييم من الأمين العام بشأن ما إذا كان كانت هناك حاجة إلى تغييرات في ولاية البعثة لتعزيز قدرتها على تسهيل التنفيذ الكامل لاتفاق السلام.
في الوقت الحالي، حث المجلس البعثة على إيلاء اهتمام خاص لإعادة انتشار القوات وتخفيف التوترات في مناطق الوحدة وأعالي النيل وجنوب كردفان وأبيي والنيل الأزرق، داعيا الأطراف إلى اتخاذ خطوات لتخفيف التوترات في أبيي والسماح لبعثة الأمم المتحدة بالوصول إلى جميع تلك المناطق.
ودعا الجهات المانحة إلى دعم مبادرات نزع السلاح والتسريح وإعادة الإدماج، إلى جانب الوحدات المتكاملة المشتركة التي كان من المفترض أن تضم القوات الحكومية وقوات المتمردين السابقين، من أجل المساعدة في تخفيف التوترات.

## روابط خارجية
- نص القرار في undocs.org